# Kasein
Kasein er et mælkeprotein. 80% af proteinindholdet i komælk og ca. 40% af proteinindholdet i modermælk består af kasein. 
Kasein er en fremragende emulgator og bruges bl.a. til at fremstille forskellige former for billige osteprodukter og pølse, da det kan binde fedt og vand. Kasein bruges også i forskellige sportspulverdrikke, da proteiner skulle være lette at optage umiddelbart efter et træningspas. 
Kasein har især tidligere været benyttet til fremstilling af genstande af kaseinplast, også kendt som galalit.
 Der er for få eller ingen kildehenvisninger i denne artikel, hvilket er et problem. Du kan hjælpe ved at angive troværdige kilder til de påstande, som fremføres i artiklen.

| Organisk kemi | Spire Denne artikel om organisk kemi er en spire som bør udbygges. Du er velkommen til at hjælpe Wikipedia ved at udvide den. |